# Deutscher Streifenfarn
Der Deutsche Streifenfarn (Asplenium ×alternifolium) ist eine Hybride in der Pflanzengattung der Streifenfarne (Asplenium) innerhalb der Familie Streifenfarngewächse (Aspleniaceae). Seine Eltern sind der Nordische Streifenfarn (Asplenium septentrionale) und die diploide Unterart des Braunstieligen Streifenfarns (Asplenium trichomanes subsp. trichomanes). Er kommt in Eurasien vor.

## Beschreibung

Herbarexemplar (Bitte kein Pflanzenmaterial aus Naturbeständen entnehmen)

Der Deutsche Streifenfarn ist eine ausdauernde krautige Pflanze. Seine Wedel sind in Stiel sowie Spreite gegliedert und 5 bis 17 Zentimeter lang und fast kahl. Der Blattstiel ist so lang wie oder wenig länger als die Spreite und ist bis zur Mitte glänzend kastanien-braun. Die Blattspreite ist einfach oder am Grunde doppelt gefiedert, ihr Umriss ist schmal-lanzettlich. Es sind auf jeder Seite zwei bis fünf Fiedern vorhanden, die unteren sind weiter voneinander entfernt und stärker gespalten. Die oberen sind weniger stark geteilt oder ungeteilt, keilig und am oberen Ende gekerbt. Die Abschnitte letzter Ordnung sind 10 bis 15 Millimeter lang, linealisch-keilförmig, oft etwas sichelförmig nach oben gekrümmt und am stumpfen Ende gekerbt.
Es werden keine reifen Sporen ausgebildet.

### Chromosomensatz
Die Chromosomenzahl beträgt 2n = 108. Bei dieser Sippe liegt also Triploidie vor, zwei Genome stammen vom tetraploiden Nordischen Streifenfarn (Asplenium septentrionale) und eines von der diploiden Unterart des Braunstieligen Streifenfarns (Asplenium trichomanes subsp. trichomanes).

## Ökologie
Beim Deutschen Streifenfarn handelt es sich um einen Hemikryptophyten.

## Vorkommen
Diese Sippe ist eine der häufigsten Hybriden unter den Streifenfarnen. Sie kommt aber nur dort in Eurasien vor, wo auch beide Elternarten aufeinandertreffen. Sie gedeiht an Felsen oder Mauern aus Silikatgestein. Pflanzensoziologisch ist sie eine Charakterart der Ordnung Androsacetalia vandellii.

## Systematik

### Botanische Geschichte
Der Deutsche Streifenfarn wurde erstmals im September 1664 gesammelt und von Jakob Breyne 1678 beschrieben. Erstmals hat wahrscheinlich Jean Baptiste Bory de Saint-Vincent 1837 die Vermutung ausgesprochen, dass es sich um eine Hybride handelt. Aber erst Paul Ascherson 1864 und unabhängig davon Abbé Chaboissons erklärten, dass die Eltern Asplenium septentrionale und Asplenium trichomanes seien. Und Irene Manton bestätigte die letzte Einzelheit, dass ein Elternteil das diploide Asplenium trichomanes ist.

### Taxonomie
Die gültige Erstveröffentlichung von Asplenium ×alternifolium erfolgte 1789 durch Franz Xavier von Wulfen in Nikolaus Joseph von Jacquin: Miscellanea Austriaca ad botanicam, chemiam, et historiam naturalem spectantia, Band 2, Seite 51, Tafel 5, fig. 2.

### Unterarten und ihre Verbreitung
Seit 2021 gibt es von Asplenium ×alternifolium etwa zwei Unterarten:
- Gegenblättriger Streifenfarn (Asplenium ×alternifolium Wulfen subsp. alternifolium, Syn.: Asplenium ruta-muraria var. alternifolium (Wulfen) H.C.Watson, Asplenium ×breynii Retz., Asplenium ×breynii Retz. ex W.D.J.Koch nom. illeg., Asplenium ×dresdense Krieger, Asplenium ×germanicum var. alternifolium (Wulfen) Christ, Asplenium ×germanicum Weiss, Asplenium ×hansii Asch., Asplenium ×intercedens Waisb., Asplenium ×murale Bernh., Asplenium ×murale var. majus Gray): Er kommt in England, Schottland, Norwegen, Luxemburg, in den deutschen Bundesländern Baden-Württemberg, Bayern, Hessen, Mecklenburg-Vorpommern, Niedersachsen sowie Sachsen, in Tschechien, in der Slowakei, in Kroatien nur in Dalmatien, im nördlichen bis westlichen europäischen Teil Russlands, in der Ukraine, in Pakistan, in den indischen Bundesstaaten Jammu, Kashmir sowie Himachal Pradesh und in den US-Bundesstaaten South Dakota sowie West Virginia vor.[2]
- Asplenium ×alternifolium subsp. ponticum Fraser-Jenk., Lovis & Boudrie: Sie wurde 2021 aus der Türkei erstbeschrieben.[2]